# Virgen de Guápulo
La Virgen de Guápulo es una advocación mariana de Ecuador que nació en el siglo XVI a partir de la devoción por la virgen de Guadalupe, traída de Sevilla España durante los primeros años de la Real Audiencia de Quito. Se encuentra en la Iglesia de Nuestra Señora de Guápulo.

## Historia
Es famosa por ser la primera advocación mariana de Ecuador empezando en 1587, aunque existen relatos de una aparición de la virgen de la Merced en la Isla de la plata durante la conquista del Imperio Inca. Muchos famosos artistas de la escuela quiteña como Miguel de Santiago o Nicolás Javier de Gorívar, desarrollaron una mariólogia de esta virgen a través de pinturas que fueron expuestas en el santuario que se encuentra en Guápulo. Fue tallado por Diego de Robles quien después realizaría otra imagen que basada en esta virgen que se convertiría en la Virgen del Quinche. 
Dentro de las cuatro mayores advocaciones marianas que se desarrollaron en la Real Audiencia: Guápulo, Quinche, Cisne y Agua Santa, esta perdió fuerza con el tiempo a favor de la Virgen de El Quinche que se convirtió en la principal advocación mariana del norte en los Andes. Por otro lado Nuestra señora del Rosario de Agua Santa sería importante en el centro pero perdería paulatinamente fieles y por último la virgen de El Cisne cobraría importancia convirtiéndose en la principal del sur en los Andes.
Su santuario fue construido en 1620 y de esta época se recuerda la serie de cuadros pintado por Miguel de Santiago donde narra a paratir del testimonio de los fieles los distintos milagros hechos por la virgen.